# Fluxbuntu
Fluxbuntu — дистрибутив Linux, основанный на Ubuntu и использовавший вместо рабочей среды GNOME менеджер окон Fluxbox. Идеально подходил для малопроизводительных машин из-за использования Fluxbox и малотребовательных приложений. Поскольку целью разработки Fluxbuntu было создать дистрибутив с максимально низкими системными требованиями, в нём по умолчанию отсутствовали многие стандартные приложения Ubuntu.
В рецензии на Fluxbuntu давали смешанные отзывы — с одной стороны, указывалось на крайне малую требовательность к ресурсам компьютера и чрезвычайно хорошее быстродействие, в частности, отмечалось, что время до загрузки рабочего стола составляло «пару секунд». С другой стороны, отмечалась нестабильность работы и необходимость в дополнительном тестировании.
Разработка дистрибутива Fluxbuntu больше не ведётся.

## Различия в комплектации
- AbiWord и Gnumeric — заменяют офисный пакет OpenOffice.org;
- ROX-Filer — заменяет файловый менеджер Nautilus;
- Claws Mail — заменяет почтовый клиент Evolution;
- Kazehakase — заменяет браузер Mozilla Firefox.